# مارتن بوتير (متركمج)
مارتن بوتير (بالإنجليزية: Martin Potter)‏ هو متركمج بريطاني، ولد في 28 أكتوبر 1965 في المملكة المتحدة.

## وصلات خارجية
- مارتن بوتير على موقع الرابطة العالمية لركوب الأمواج (الإنجليزية)
- مارتن بوتير على موقع EncyclopediaOfSurfing.com (الإنجليزية)